# Himesháza, Baranya
Himesháza (în germană Nimmesch) este un sat în districtul Mohács, județul Baranya, Ungaria, având o populație de 1.091 de locuitori (2011). 

## Demografie
Componența etnică a satului Himesháza
     Maghiari (63,3%)
     Germani (36,07%)
     Necunoscut (0,28%)
     Croați (0,35%)
     Alții (0,28%)
Componența confesională a satului Himesháza
     Fără religie (2,11%)
     Reformați (1,37%)
     Necunoscută (96,06%)
     Atei (0,46%)
     Alte religii (0,37%)
Conform recensământului din 2011, satul Himesháza avea 1.091 de locuitori. Din punct de vedere etnic, majoritatea locuitorilor (63,3%) erau maghiari, cu o minoritate de germani (36,07%). Apartenența etnică nu este cunoscută în cazul a 0,28% din locuitori. Nu există o religie majoritară, locuitorii fiind persoane fără religie (2,11%) și reformați (1,37%). Pentru 96,06% din locuitori nu este cunoscută apartenența confesională.